# Rasovszky Kristóf
Rasovszky Kristóf (Veszprém, 1997. március 27. –) olimpiai bajnok, kétszeres világbajnok, hatszoros Európa-bajnok és junior világbajnok magyar úszó.

## Élete és sportpályafutása
Királyszentistvánon nőtt fel, egy bátyja és egy szintén fiú ikertestvére, édesanyja közgazdász, édesapja gépész volt. Testvérei szintén úsztak, gyerekkorától a fűzfői uszodában edzett. Első Balaton-átúszásán 18 évesen vett részt. A 2014-es balatonfüredi országos nyílt vízi bajnokságon negyedik helyezést ért el, eredményével nem megelégedve átmenetileg elfordult a nyílt vízi úszástól.
2015-ben a nyílt vízi úszó Európa Kupa izraeli versenyén 5 kilométeren tizedik, 10 kilométeren hatodik volt. A 2015. évi Európa-játékokon 400 méter gyorson 18., 800 méteren negyedik, 1500 méteren ötödik helyezést szerzett. A junior nyílt vízi Európa-bajnokságon csapatban ezüstérmet szerzett. A junior világbajnokságon 800 méter gyorson hatodik, 1500 méter gyorson hetedik helyen ért célba. A 2016-os úszó-Európa-bajnokságon 400 méter gyorson 32, 800 méteren 18, 1500 méteren 16. lett. A Balatonfüreden rendezett nyílt vízi úszó világkupa versenyen ötödik lett. A júliusi nyílt vízi junior világbajnokságon 10 km-en aranyérmet nyert. Az olimpián 1500 m gyorson 35. volt. Szeptemberben az olaszországi junior Eb-n 10 kilométeren a dobogó legfelső fokára állhatott. A 2016-os rövid pályás úszó-világbajnokságon 50 m háton 42., 100 m háton 39., 1500 m gyorson 24. helyen ért célba.
A 2017-es 10 kilométeres nyíltvízi úszó Európa-kupa első fordulóján aranyérmes lett Eilatban. 2017 június végén megnyerte a portugáliai világkupa és a barcelonai Európa-kupa versenyt 10 kilométeren. A 2017-es budapesti úszó-világbajnokságon 5 kilométeren 54:47,10-es idővel a 7. helyen végzett, 10 kilométeren 5., míg csapatban (csapattársak: Juhász Janka, Novoszáth Melinda, Gyurta Gergely) a 7. lett. 1500 méteres gyorsúszásban  a 24. helyen zárt. A vb után megnyerte a naviai és a braccianói Európa-kupa és a quebeci világkupa versenyt. Braccianóban egyúttal az Európa-kupát is megnyerte. Októberben megnyerte a kínai vk versenyt. Egy hét múlva Hongkongban nyolcadikként ért a célba, amivel a világkupa sorozatban a negyedik helyet szerezte meg.
A 2018-as világkupa szezon első, dohai állomásán tizenkettedik volt. A következő héten Eilatban győzött az Európa-kupában. A Seychelles-szigeteken rendezett vk versenyen az élen haladva pályát tévesztett, így végül a tizenkettedik helyen ért célba. Portugáliában ismét vk futamot nyert. Június végén Barcelonában Ek versenyt nyert. A 2018-as úszó-Európa-bajnokság 5 km-es és 25 km-es versenyszámában is aranyérmet szerzett. A 10 kilométeres versenyben ezüstérmes volt. A 10 kilométeres számot követően a Magyar Úszószövetség megóvta a futam végeredményét, mondván Rasovszky és a győztes Ferry Weertman tizedmásodpercre azonos idővel csapott célba, így hirdessenek holtversenyt és Rasovszky is kapjon aranyérmet. Ezt a LEN testülete végül a célfotóra hivatkozva elutasította. A nem hivatalos időmérési adatok szerint a holland versenyző négy századmásodperccel gyorsabban fejezte be az egy óra 49 perces versenyt. Rasovszky lett az első nyílt vízi úszó, aki Európa-bajnokságon mindhárom távon érmet tudott szerezni. Két héttel az Eb után Dániában győzött az Európa-kupában. Ezt követően Bledben nyert és ezzel újra első lett a LEN sorozatában. A szeptemberi kínai vk versenyen ötödik lett. Novemberben Abu-Dzabiban volt harmadik a világkupa versenyen. Az összesítésben negyedik helyen végzett. A Swimming World szaklap 2018-ban Rasovszkyt választotta az év legjobbjának a férfiak mezőnyében. 2019 februárjában az Európai Úszószövetség is őt választotta a 2018-as év férfi nyílt vízi úszójának.
2019 februárjában második lett Dohában a világkupa nyitó versenyén. A sorozat második állomásán a Seychelle-szigeteken bronzérmes volt. Júniusban a Balatonfüreden rendezett világkupa-versenyen 10 kilométeren első helyen végzett. A 2019-es kvangdzsui világbajnokságon 5 kilométeren első helyen végzett, ezzel pályafutása és a magyar úszósport első nyílt vízi felnőtt világbajnoki címét szerezte meg. 10 kilométeren 4. lett, ezzel pedig olimpiai kvótát szerzett. A 25 kilométeres távot viszont közel kilenc kilométer után rosszullét miatt feladta. Július 22-én a St-Jean-ban rendezett világkupa-fordulóban megnyerte a 10 kilométeres versenyszámot. Augusztusban a kanadai Lac-Méganticben rendezett versenyen is nyert. A hónap végén Ohridban negyedik helyen végzett. Szeptemberben Csunanban ötödikként ért a célba, ezzel megnyerte a világkupa sorozatot.
A 2020-ban Dohában a világkupa nyitó versenyén a 64. helyen érkezett a célba. Augusztus 1-jén új rekordot jelentő 57 perces idővel nyerte meg a hagyományos Balaton-átúszást.
A 2021 májusában Budapesten rendezett Európa-bajnokságon 5 kilométeren 4., 10 kilométeren 5. lett. A csapatversenyben (Rohács Réka, Betlehem Dávid, Olasz Anna) bronzérmes lett 5 kilométeren. Az olimpiára készülődve az extrém melegre is számítva, a Hévízi-tóban is sokat edzett, majd 2021. augusztus 5-én a tokiói olimpián 10 kilométeren ezüstérmes lett.
A 2022-es Európa-bajnokságon csapatversenyben (Rohács Réka, Olasz Anna, Betlehem Dávid) ezüstérmet szerzett. Az év végén a nyílt vízi világkupa-sorozatban összetett elsőséget ünnepelhetett, 2019 és 2021 után harmadik alkalommal. 2023 áprilisában olimpiai A-szintes időt ért el medencében, 1500 méter gyorson. A Fukuokában rendezett világbajnokságon nyílt vízi úszásban 10 kilométeren ezüstérmes lett. Ez volt az első, hogy magyar úszó világbajnoki érmet szerzett ezen a távon, valamint ezzel az eredményével Rasovszky olimpiai kvótát is szerzett a 2024-es párizsi ötkarikás játékokra. Medencében 1500 méteres gyorsúszásban 6. helyen zárt.
A 2024-es párizsi olimpián 10 km-en aranyérmet szerzett, ezzel Risztov Éva után a magyar nyílt vízi úszás második olimpiai bajnoka lett. Szeptemberben a Ferencvároshoz igazolt.
A 2025-ös Európa-bajnokságon 5 km-en bronz,- 10 km-en aranyérmet szerzett, csapatban (Mihályvári-Farkas Viktória, Fábián Bettina, Betlehem Dávid) aranyérmes lett. A 2025-ös úszó-világbajnokságon 10 km-en címvédőként a 13. helyen ért célba. A 3 km-es távon 6. lett, a csapatvsenyben pedig a bronzérmes csapat tagja volt (Mihályvári-Farkas Viktória, Fábián Bettina, Betlehem Dávid).

## Magánélete
2024-ben a Pannon Egyetem villamosmérnöki karának végzős hallgatója. Feleségével Budapesten élnek.

## Rekordjai
400 m gyors
- 3:45,32 (2025. április 10., Kaposvár) országos csúcs[67]

800 m gyors
- 7:44,42 (2024. február 14., Doha) országos csúcs[68]

800 m gyors, rövid pálya
- 7:39,21 (2022. november 19., Kaposvár) országos csúcs[69]

## Magyar bajnokság
| 50 méteres medence     | 2015 | 2016 | 2017 | 2018 | 2019 | 2020 | 2021 | 2022 | 2023 | 2024 | 2025 |
| ---------------------- | ---- | ---- | ---- | ---- | ---- | ---- | ---- | ---- | ---- | ---- | ---- |
| 400 m gyors            |      |      |      |      | 3.   | 3.   | 3.   | 1.   | 1.   | 2.   | 1.   |
| 800 m gyors            |      |      | 3.   | 1.   | 2.   | 3.   | 1.   | 1.   | 2.   | 2.   | 1.   |
| 1500 m gyors           | 1.   | 2.   |      |      | 3.   | 3.   | 3.   | 1.   | 1.   | 3.   | 2.   |
| 4 × 100 m gyorsváltó   |      |      |      |      |      |      |      |      |      | 3.   |      |
| 4 × 200 m gyorsváltó   |      |      |      |      |      |      |      |      | 2.   | 2.   | 2.   |
| 4 × 100 m vegyes váltó |      |      |      |      |      |      |      |      |      | 3.   |      |

## Díjai, elismerései
- Az év magyar nyílt vízi úszója: 2018,[70] 2022,[71] 2023[72]
- Az év férfi hosszútávúszója az Európai Úszószövetség szavazásán (2018, 2019,[73] 2023[74]
- Az év úszója, Swimming World (2018)
- Az év férfi nyíltvízi úszója a Nemzetközi Úszószövetség szavazásán (2019,[75] 2024[76])
- A Magyar Érdemrend lovagkeresztje (2021)[77]
- A Magyar Érdemrend tisztikeresztje (2024)[78]